# Скумбрещуки
Скумбрещуки (лат. Scomberesox) — род морских рыб из семейства макрелещуковых (Scomberesocidae}. Рыбы с очень удлиненным телом и серебристой окраской.
Представители рода обитают в акваториях Атлантического и Индийского океанов, встречаются в южной части Тихого океана, вблизи Антарктики.

## Виды
- Scomberesox simulans (Hubbs & Wisner, 1980) — Карликовая скумбрещука
- Scomberesox saurus (Walbaum, 1792) — Атлантическая скумбрещука, или атлантическая макрелещука, или атлантическая сайра
- Scomberesox scombroides (Richardson, 1843) — Тихоокеанская скумбрещука, или тихоокеанская макрелещука